# ReCAPTCHA
reCAPTCHA được phát triển và cung cấp bởi trường đại học Carnegie Mellon. reCAPTCHA là sự kết hợp sáng tạo giữa CAPTCHA với việc số hóa các bản scan sách. Cụ thể, một mặt nó cung cấp dịch vụ CAPTCHA miễn phí cho người sử dụng thông qua website recaptcha.net để đưa vào các website khác, mặt khác, nó sử dụng chính dữ liệu mà người dùng đã xác thực để số hóa các cuốn sách mà bản thân các phần mềm số hóa không thể đọc được.

## Mailhide
reCAPTCHA cũng mới tạo dự án Mailhidanscos nhiệm vụ bảo vệ các địa chỉ email trên các trang web khỏi bị spam.  Mặc định, địa chỉ email sẽ được chuyển sang dạng mà các bộ máy tìm kiếm và các phần mềm bóc dữ liệu web (crawler) không thể lấy được địa chỉ đầy đủ. Ví dụ, "mailme@example.com" sẽ bị chuyển thành "mai...@example.com". Người duyệt web có thể kích chuột vào dấu "..." và điền vào một mã ReCAPTCHA được yêu cầu để có thể thấy địa chỉ email đầy đủ.

## Nghĩa
CAPTCHA, Completely Automated Public Turing test to tell Computers and Humans Apart và tiếng Việt: Máy kiểm tra người hoặc máy được hoàn thành công khai. Nếu sai, reCAPTCHA sẽ kiểm tra lại.